# 江夏郡
江夏郡（こうか-ぐん）は、中国にかつて存在した郡。漢代から唐代にかけて、現在の湖北省東部に設置された。

## 概要
漢の高祖のとき、江夏郡が立てられた。前漢の江夏郡は荊州に属し、西陵・竟陵・西陽・襄・軑・邾・鄂・安陸・沙羡・蘄春・鄳・雲杜・下雉・鍾武の14県を管轄した。
後漢のとき、江夏郡は西陵・西陽・軑・鄳・竟陵・雲杜・沙羡・邾・下雉・蘄春・鄂・平春・南新市・安陸の14県を管轄した。
晋のとき、江夏郡は安陸・雲杜・曲陵・平春・鄳・竟陵・南新市の7県を管轄した。
南朝宋のとき、江夏郡は郢州に属し、汝南・沌陽・孝昌・恵懐・沙陽・羡陽・蒲圻の7県を管轄した。
南朝斉のとき、江夏郡は沙陽・蒲圻・灄陽・汝南・沌陽・恵懐の6県を管轄した。
南朝梁のとき、江夏郡は北新州に属した。
589年（開皇9年）、隋が南朝陳を滅ぼすと、江夏郡は廃止されて、鄂州に編入された。607年（大業3年）に州が廃止されて郡が置かれると、鄂州が江夏郡と改称された。江夏郡は江夏・武昌・永興・蒲圻の4県を管轄した。
621年（武徳4年）、唐が蕭銑を平定すると、江夏郡は鄂州と改められた。742年（天宝元年）、鄂州は江夏郡と改称された。758年（乾元元年）、江夏郡は鄂州と改称され、江夏郡の呼称は姿を消した。